# Bad Kissingen
Bad Kissingen (pronunciación en alemán: /baːt ˈkɪsɪŋən/ⓘ) es la capital del distrito de Bad Kissingen, situada en Baja Franconia, una de las siete regiones administrativas bávaras. Bad Kissingen está a orillas del río Saale Franconio al sur de la cadena montañosa Rhön. El Staatsbad (balneario estatal) Bad Kissingen es un balneario de fama mundial. Como uno de los grandes balnearios de Europa es Patrimonio de la Humanidad.

## Geografía
En Bad Kissingen, se encuentran los barrios
- Albertshausen (597 habitantes)
- Arnshausen (1211 habitantes)
- Bad Kissingen (9678 habitantes)
- Garitz (4107 habitantes)
- Hausen (1593 habitantes)
- Kleinbrach (365 habitantes)
- Poppenroth (883 habitantes)
- Reiterswiesen (1993 habitantes)
- Winkels (1397 habitantes)

## Historia
El documento más antiguo que menciona Kissingen data del año 801. Kissingen es reputado especialmente por sus aguas medicinales, cuya existenca se conocía ya en 823. Kissingen fue mencionado „oppidum“ en 1279. Bad Kissingen llegó a ser un famoso balneario en el siglo XVI. 
En el siglo XIX, Kissingen se transformó en un balneario elegante. Muchos bañistas, entre los cuales destacan la emperatriz austriaca Sissi y el emperador ruso Alejandro II de Rusia, visitaron Bad Kissingen, que recibió el título de „Bad“ del príncipe bávaro Luis II de Baviera en 1883. 
El 10 de julio de 1866, la ciudad fue el escenario de una batalla entre las tropas de Prusia y Baviera durante la Guerra Austro-prusiana de 1866. La batalla de Kissingen terminó con una victoria de Prusia.
Desde 1874, el político alemán Otto von Bismarck, el Canciller de Hierro, visitó 14 veces Bad Kissingen y sobrevivió aquí un atentado en el año 1874 durante su primera estancia en el balneario (la calle en la cual se produjo el intento de atentado recibió el nombre de Bismarck). En el año 1877, Bismarck escribió en Bad Kissingen su „Kissinger Diktat“, en el cual señaló después de la Guerra Ruso-Turca el Imperio Alemán como saturado.
En el siglo XX, Bad Kissingen dejó de ser frecuentado por bañistas aristocráticos; en lugar de eso, cada vez más pacientes de la Seguridad Social fueron a tomar sus aguas en Bad Kissingen. Según el instituto demoscópico alemán TNS Emnid, Bad Kissingen es el balneario más famoso de Alemania.

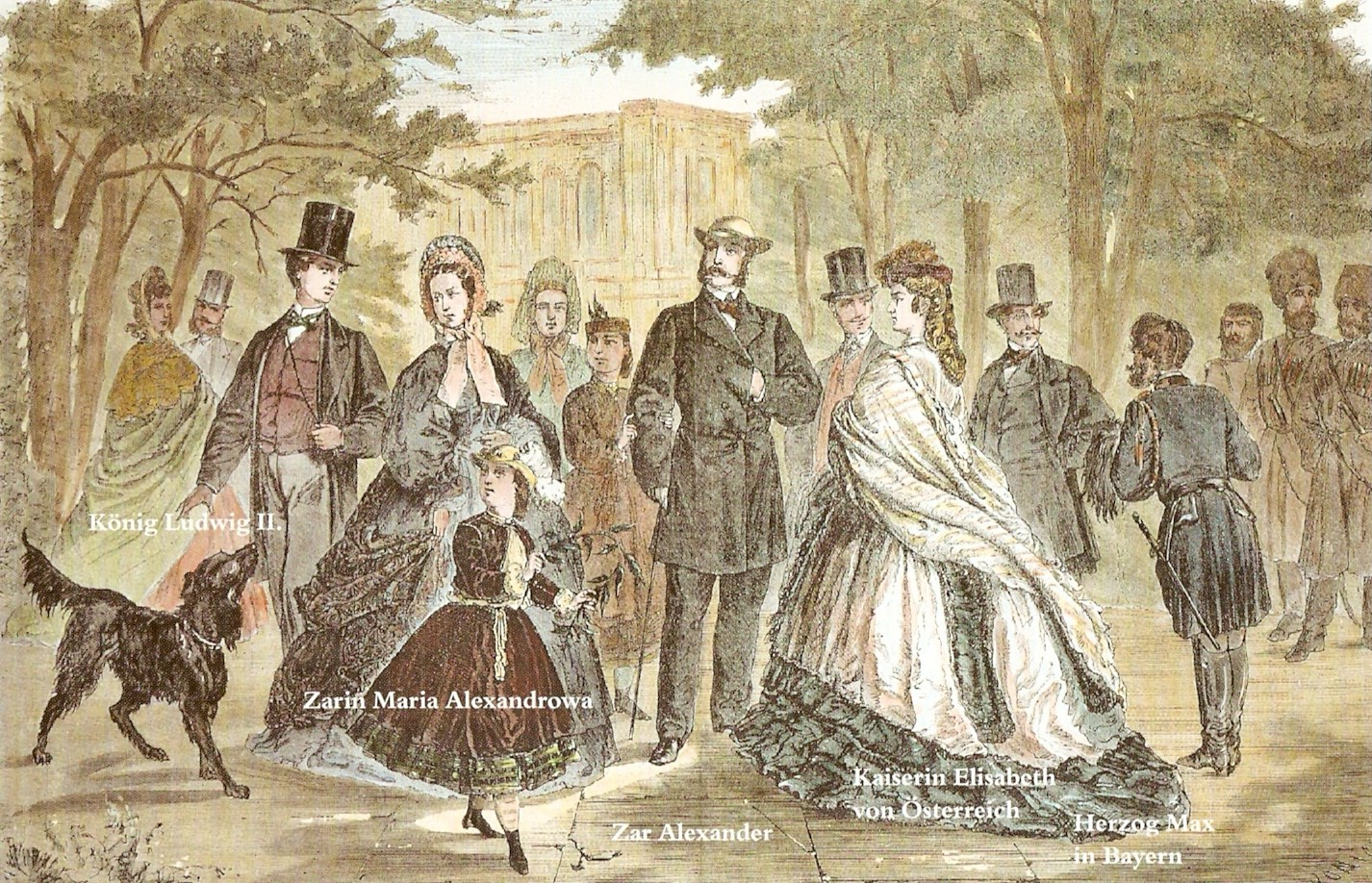
El rey Luis II de Baviera, la emperatriz María Alexandrowa de Rusia, el zar Alejandro II de Rusia, la emperatriz Isabel (Elisabeth) de Austria y el duque Max en Baviera en Bad Kissingen (1864)
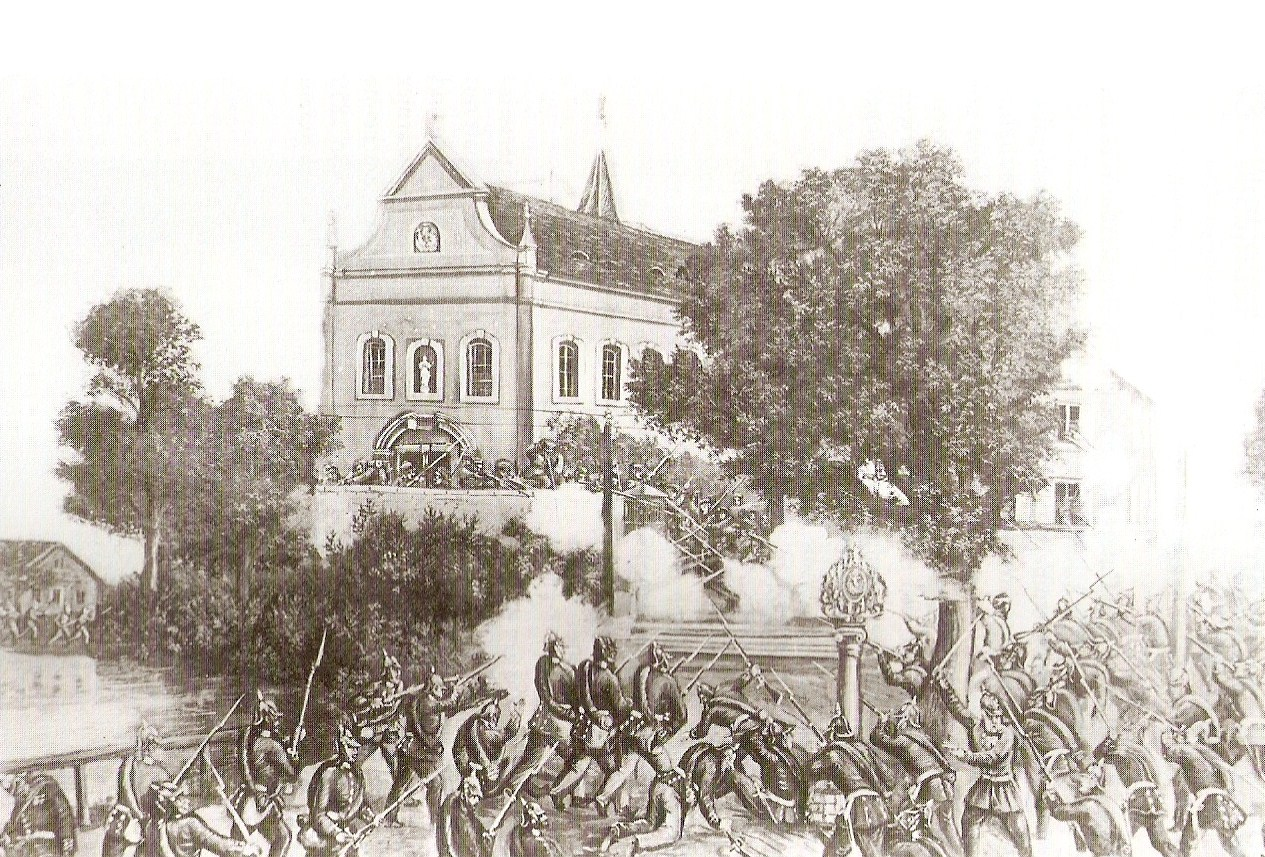
La batalla de Kissingen entre las tropas de Prusia y Baviera, 10 de julio de 1866.
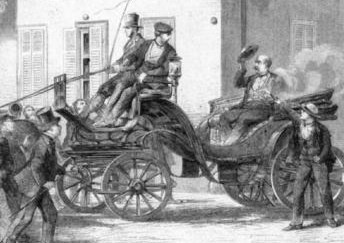
El atentado de Eduard Kullmann a Otto von Bismarck en 1874

## Cultura
Entre los eventos anuales figura el festival de música clásica Kissinger Sommer, durante el cual muchos directores, cantantes y orquestas famosos actúan en Bad Kissingen.
Otro acontecimiento es el „Rákóczi-Fest“, que honra los personalidades históricas que han intervenido en la historia de la ciudad, las cuales son representados por habitantes de Bad Kissingen, especialmente durante el desfile en el último día de la fiesta.

## Edificios
En el barrio Reiterswiesen se encuentran las ruinas del Castillo de Botenlauben, que fue construido en el siglo XII. En el siglo XIX, comenzaron las obras de restauración.
Hay varias iglesias en Bad Kissingen, como la Marienkapelle con su cementerio histórico. Muchas personalidades históricas, que nacieron o murieron a Bad Kissingen, han sido enterradas en este Kapellenfriedhof. Hay una iglesia rusa y una sinagoga judía, que fue destruida durante la Noche de los cristales rotos en 1938.
Alrededor del Kurgarten (parque del balneario) son las Arcadas (Arkadenbau) y la sala de concierto Regentenbau.

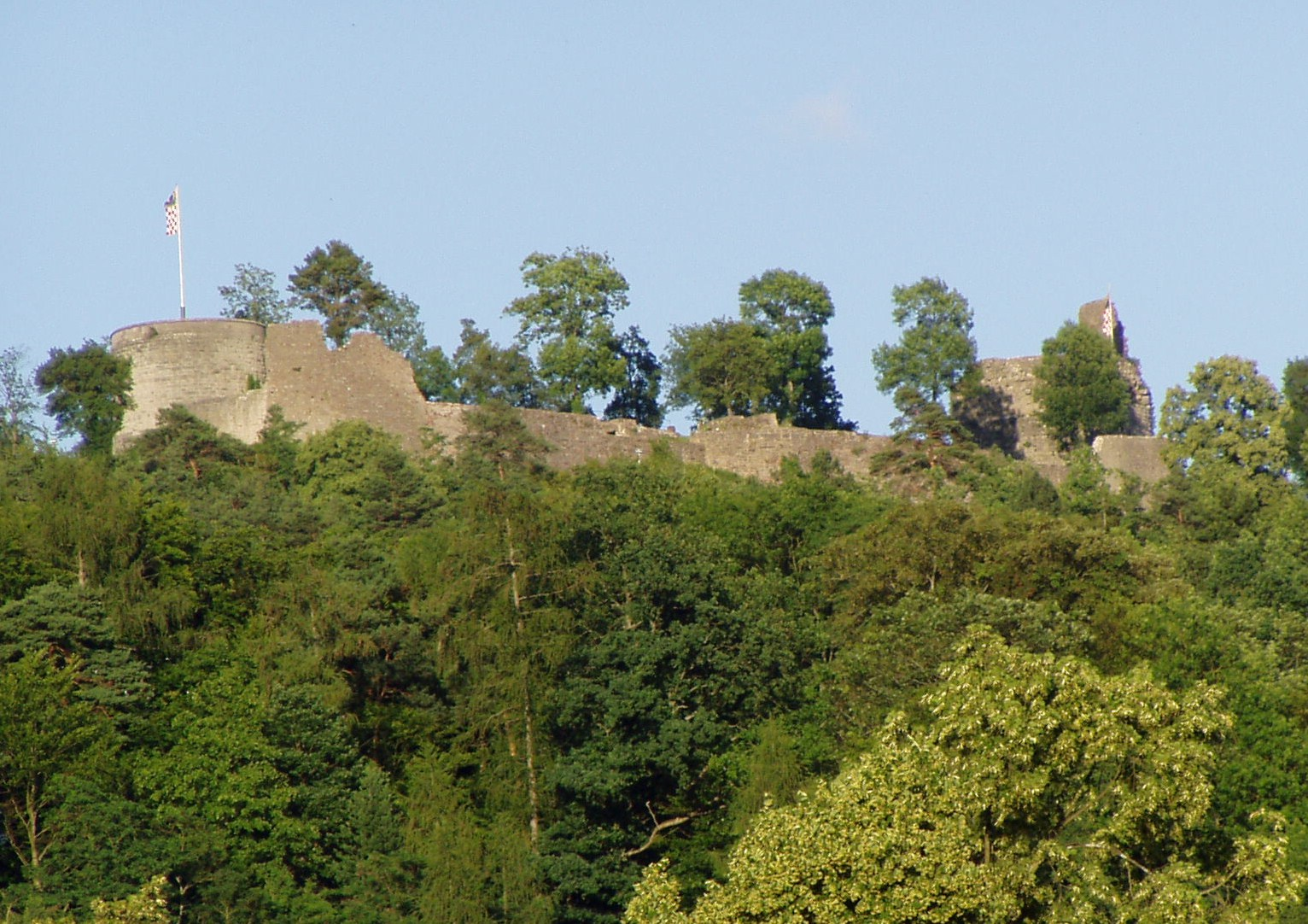
Botenlauben
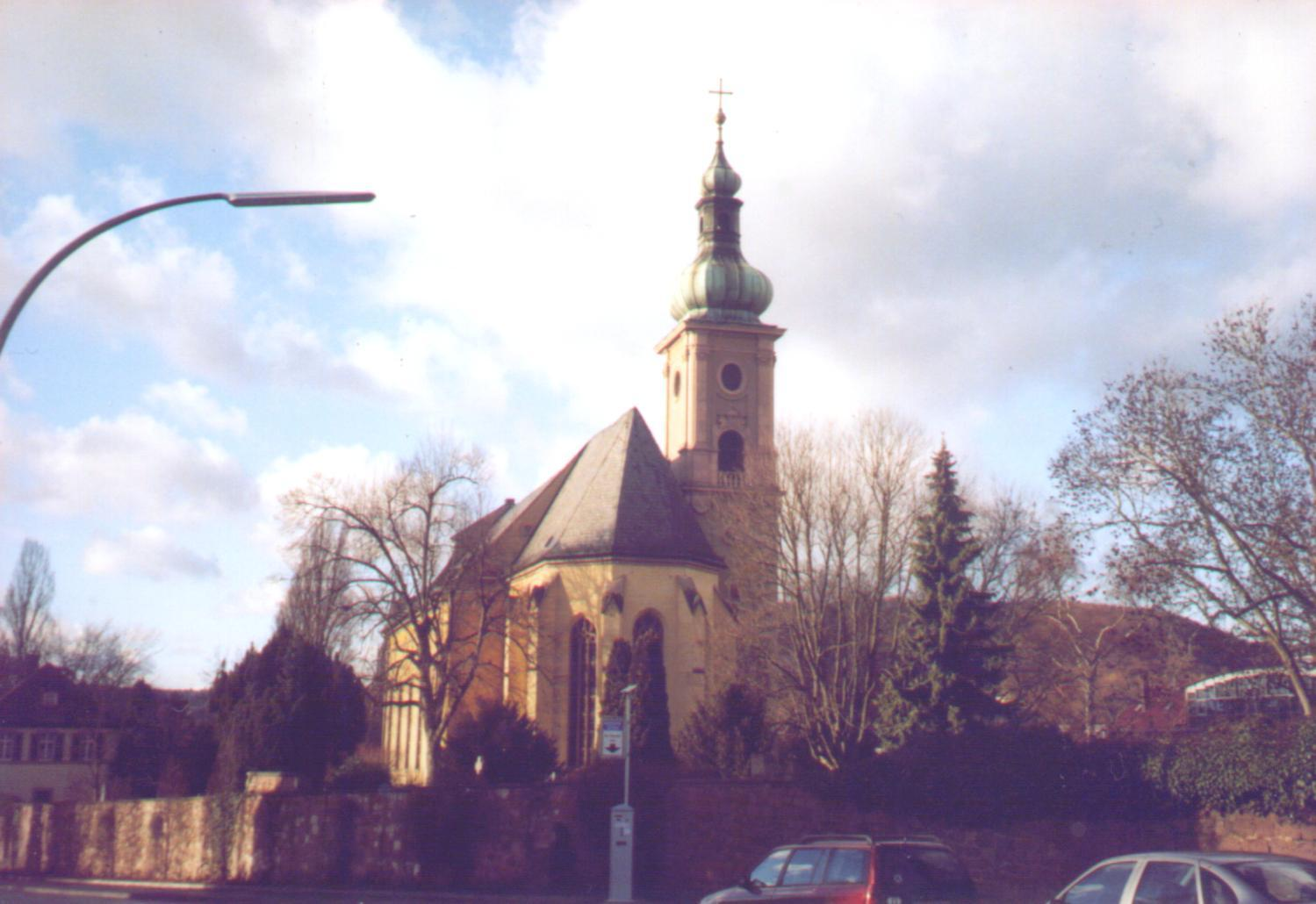
Marienkapelle
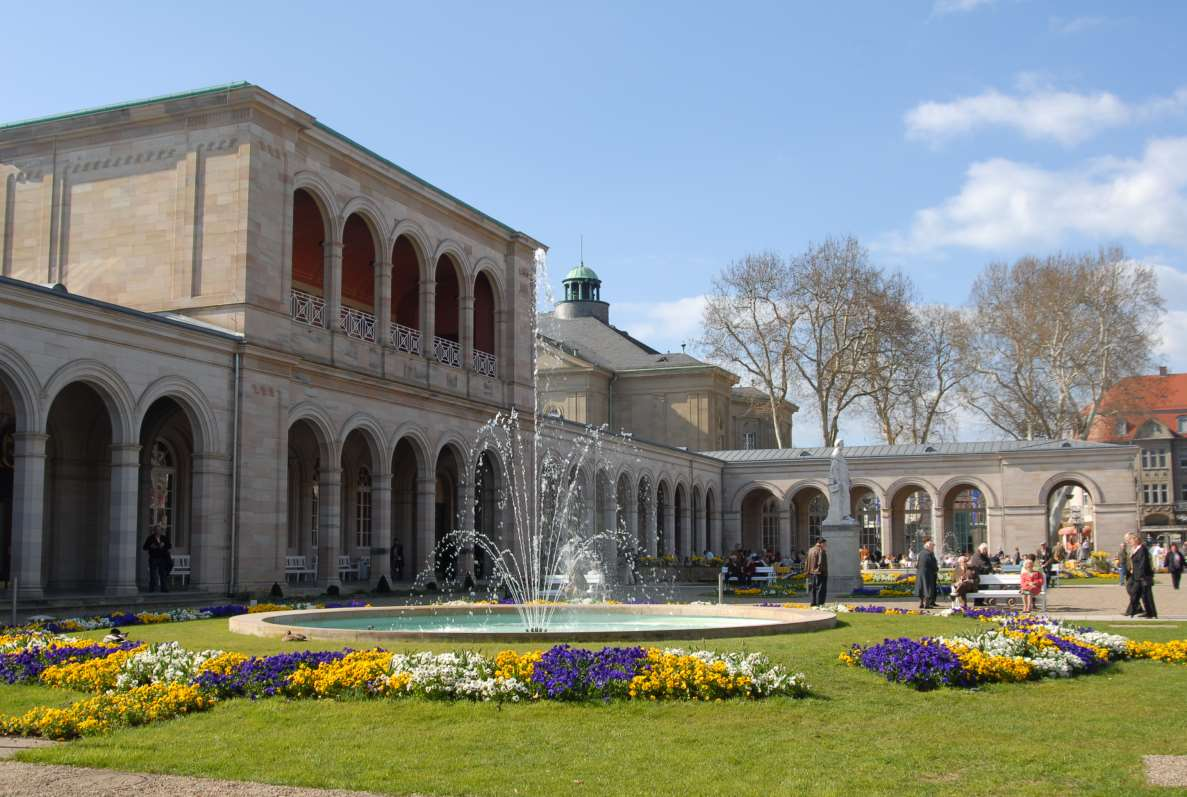
Arkadenbau con parque del balneario (Kurgarten)
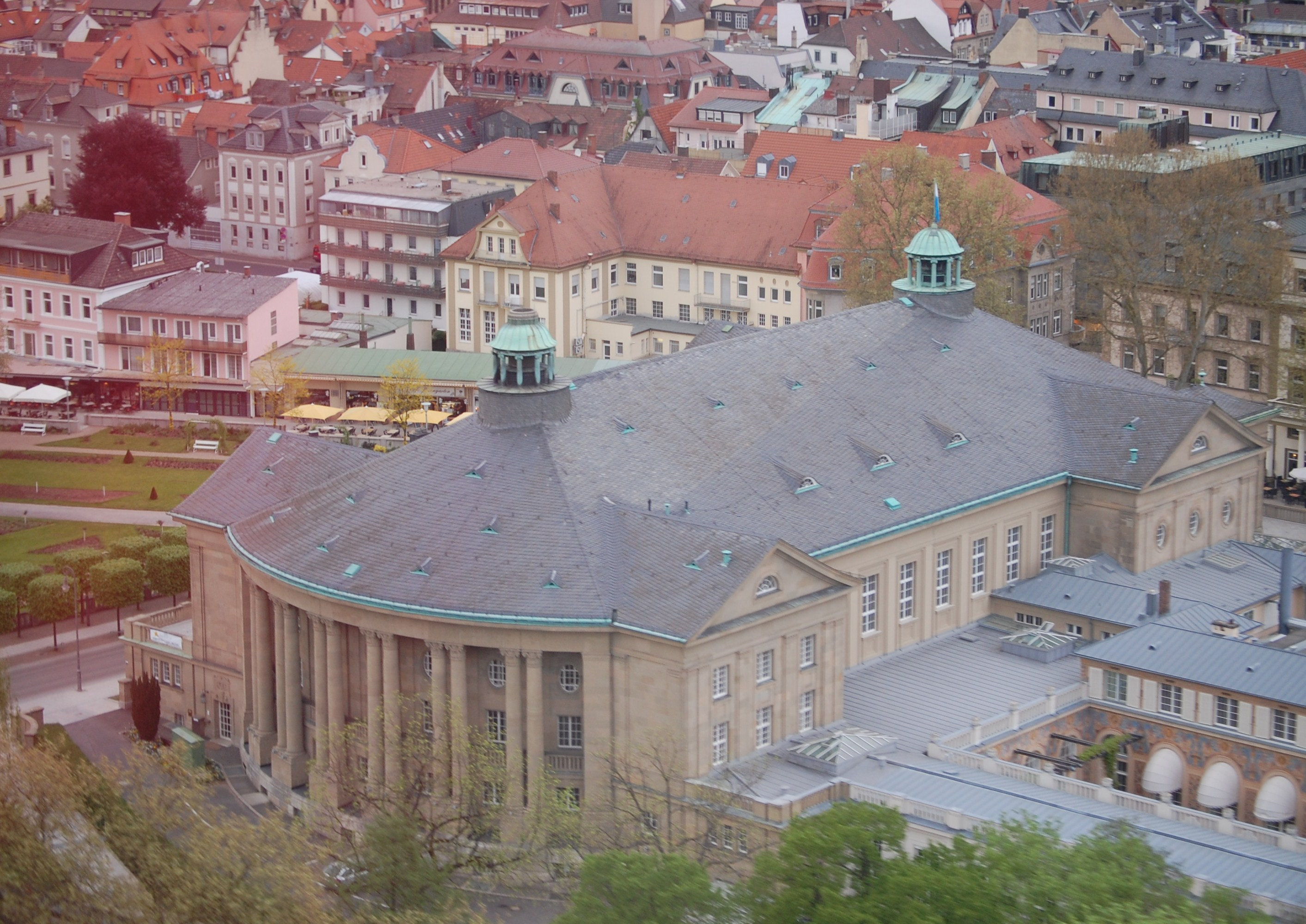
Regentenbau, sala de concierto
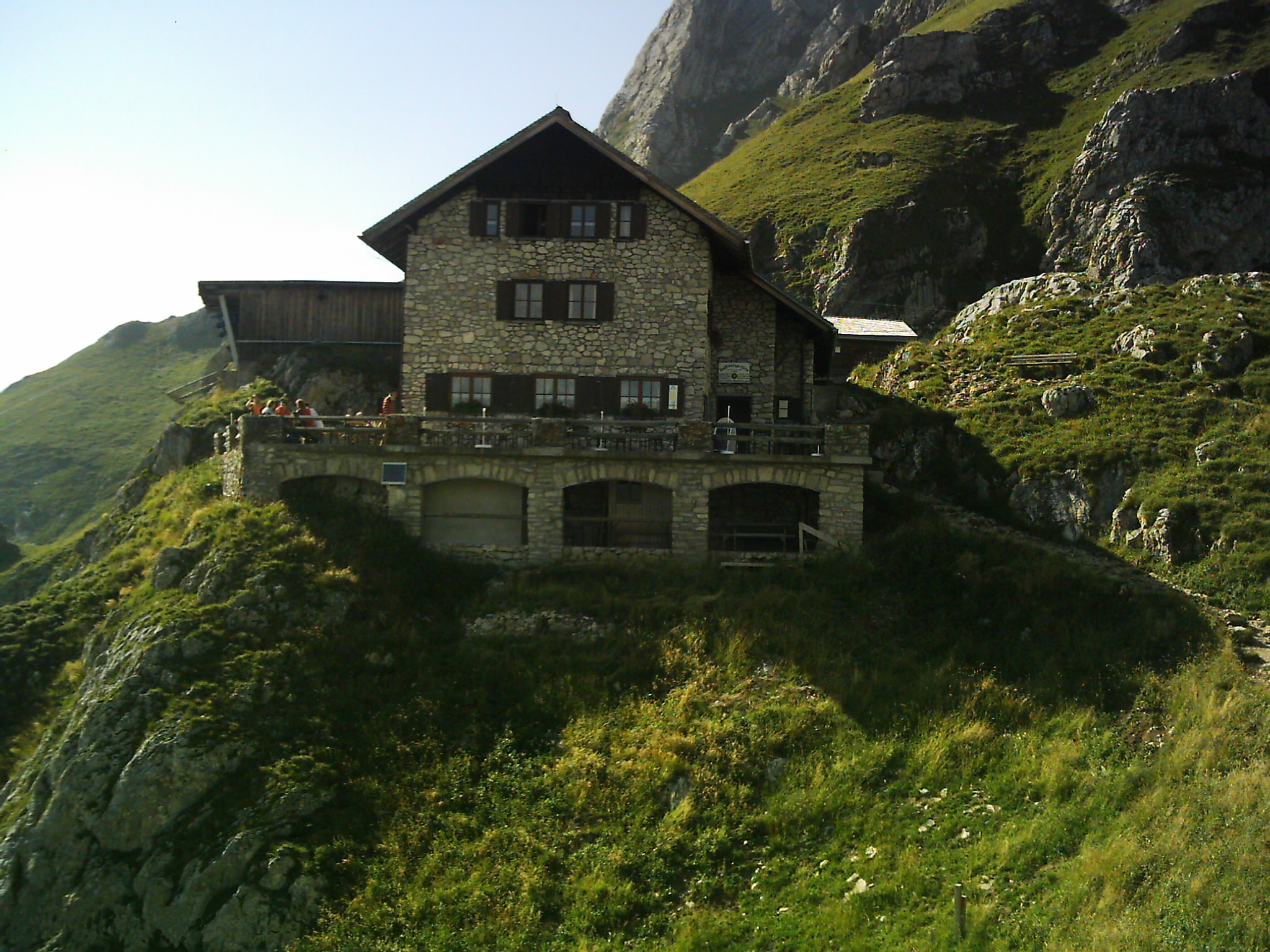
Bad Kissinger Hütte (Alpes)

## Parques
En Bad Kissingen, se encuentran el „Kurgarten" (parque del balneario), el Luitpold-Park, el „Rosengarten“ (Jardín de las rosas) y el „Klaushof“, que da cabida a muchas especies de fieras salvajes y puede visitarse todo el año.

## Ciudades hermanadas
- Eisenstadt,  Austria
- Massa,  Italia
- Vernon,  Francia

## Personajes célebres nacidos en Bad Kissingen
- Paul Sotier (6 de septiembre de 1876 - 2 de abril de 1950)
- August Joseph Altenhöfer (17 de marzo de 1804 - 12 de mayo de 1876), traductor, periodista y editor del periódico Allgemeine Zeitung
- Oskar Panizza (12 de noviembre de 1853 - 28 de septiembre de 1921), médico y escritor
- Anton Kliegl (15 de septiembre de 1872 - 19 de mayo de 1927), empresario
- Erwein von Aretin (19 de septiembre de 1887, 25 de febrero de 1952); periodista y político
- Julius Döpfner (26 de agosto de 1913 - 24 de julio de 1976), cardenal
- Jack Steinberger (25 de mayo de 1921 - 12 de diciembre de 2020), físico
- Jeff Baker (21 de junio de 1981), baloncestista